# EG LNG
EG LNG (també coneguda com a Punta Europa LNG) és una empresa de gas natural liquat (GNL) que opera una terminal de GNL i una planta a Malabo, la capital de Guinea Equatorial situat a l'illa de Bioko. La planta de GNL va començar la seva activitat el 2007 i el primer carregament de GNL va ser enviat el 24 de maig de 2007.

## Planta de GNL
Un tren d'unitat de liqüefacció de gas natural 1 té una capacitat de 3,4 milions de tones mètriques per any. Hi ha diversos sistemes en llocs com ara el mesurament de gas d'alimentació, liqüefacció, refrigeració, emmagatzamatge d'etilè, bullir la compressió de gas, transferència del producte a magatzem i dosificació de producció de GNL. La planta EG LNG utilitza el procés ConocoPhillips Optimized Cascade(SM).
Un projectat segon tren produirà 4,4 milions de tones mètriques de GNL per any. A més de la construcció del segon tren, el projecte de 3 bilions d'US $ inclou la construcció de tres gasoductes per connectar els camps de gas de Nigèria, Camerun i Guinea Equatorial amb la planta de GNL. A més dels accionistes del tren 1, Unión Fenosa Gas, hi participaran en el projecte una joint venture d'Unión Fenosa i Eni, i E.ON.
Com a resultat, la propietat de l'estructura del segon tren serà Sonagas 40%, Marathon 35%, Mitsui 8.5%, Marubeni 6.5%, Galp Energia 5% & Gas Natural Fenosa 5%. Bechtel va rebre el guardó FEED per al segon tren a l'agost de 2006.

## Accionistes
Els accionistes en EG LNG Co són: 
- Marathon Oil (60%);
- Sonagas, la Companyia Nacional de Gas de Guinea Equatorial (25%);
- Mitsui & Co., Ltd. (8.5%);
- Marubeni Corporation (6.5%).[2][3]